# Florinda de Macedo
Florinda Amélia Xavier de Macedo, também conhecida por Actriz Florinda (Campo Maior, 29 de novembro de 1845 — Lisboa, 6 de janeiro de 1896) foi uma atriz e cantora lírica portuguesa do século XIX.

## Biografia
Florinda de Macedo nasceu a 29 de novembro de 1845, na freguesia de Nossa Senhora da Expectação, em Campo Maior, sendo deixada com apenas um dia de vida na roda dos expostos da Casa Pia de Campo Maior como filha de pais incógnitos e entregue, com apenas dez dias, a uma senhora chamada Joana Beltrana, casada e moradora na Rua da Estalagem Velha. No entanto, aos 5 anos, a 27 de maio de 1851, foi reconhecida pelos seus pais, Alexandre Mariano Xavier de Macedo e Joana Maria do Carmo.
O seu pai foi também um pequeno ator e uma tia sua, foi a grande atriz Emília Cândida. Ainda bebé, veio para Lisboa aos cuidados da tia, iniciando a sua atividade artística com apenas seis meses de idade. A propósito deste acontecimento, O Occidente relata: "Tinha bastante que fazer o papel, pois que a creancinha devia, a certa deixa, de começar a chorar, o que era bastante dificil de conseguir. O contraregra, nos bastidores, havia de chorar por ella. Mas qual não foi o espanto do homem, quando a pequena, exactamente no momento psychologico, desata n'um berreiro de deitar tudo abaixo!". Florinda iniciou propriamente a sua atividade artística em representações de curiosos no teatrinho do Aljube, ainda criança.

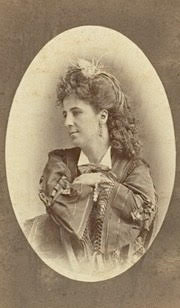
Retrato fotográfico de Florinda de Macedo (Biblioteca-Arquivo do Teatro Nacional D. Maria II, década de 1870).

Estreou-se no Teatro Nacional D. Maria II, apenas com treze anos de idade, num pequeno papel na peça Probidade. Foi uma experiência que, na altura, não teve seguimento, mas a 31 de janeiro de 1862 encetou, definitivamente, no Teatro Gymnasio, a sua carreira teatral com a comédia Sonâmbula sem o Ser. Algum tempo depois, cantou com muito êxito as óperas cómicas A Marquesa, Georgianas e A Viagem à China. Em 1869 ingressou a companhia do Teatro da Trindade, substituindo Ana Pereira na peça A Gata Borralheira. Depois, nesse mesmo teatro, cantou num grande número de óperas cómicas, operetas, mágicas e zarzuelas, distinguindo-se especialmente no papel de "Margarida" de Fausto Petiz, de Hervé. Outras óperas do seu repertório foram Amar sem conhecer, Giroflé, Mascote, Filha do Inferno, Dragões, Sinos de Corneville, Madame Favart, Milho da padeira, Volta ao mundo, Flor de chá, A filha do Tambor-Mór, O dominó preto, etc. Foi durante muito tempo a atriz cantora mais predileta do público lisboeta.
Era possuidora de grande formosura e tinha uma voz forte e de belíssima sonoridade, maleável e de boa técnica, o que, associado a uma notável desenvoltura cénica, fez de Florinda de Macedo um dos grandes nomes do Trindade durante muitas épocas consecutivas (De Teatro, maio de 1927). Foi a criadora em Portugal da personagem de "Filha" na peça Madame Angot (entre 20 e 24 de fevereiro de 1875) e de inúmeras óperas cómicas e de operetas de Offenbach e de Lecocq. A partir de 1893 entrou para o Teatro Nacional D. Maria II onde foi distinta em dramas, comédias e récitas, tendo obtido êxitos particularmente notáveis em Santa Umbelina, O Médico à Força, Mantilha de renda, Monsenhor, Bibliotecário, Última Seta e O Casamento de Olympia (onde representou um papel cómico dificílimo juntamente com Augusto Rosa e Lucinda Simões).
Nos últimos anos de vida foi atormentada por uma grave doença. Nunca casou, mas deixou três filhas e um filho.

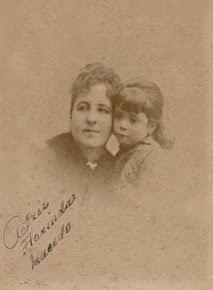
Retrato fotográfico de Florinda de Macedo com uma das suas filhas (Biblioteca-Arquivo do Teatro Nacional D. Maria II, década de 1880).

Florinda de Macedo faleceu à 1 hora e 15 minutos da madrugada de 6 de janeiro de 1896, aos 50 anos, na sua residência, o segundo andar do número 6 da Praça de Luís de Camões, freguesia da Encarnação, na Baixa de Lisboa, sendo sepultada no jazigo particular número 2397 do Cemitério do Alto de São João, em Lisboa. A 10 de novembro de 1920, foi trasladada para o Jazigo dos Artistas Dramáticos do Cemitério dos Prazeres, na mesma cidade.
A propósito do falecimento da atriz, na edição de 5 de março de 1896 do periódico O Occidente, pode ler-se: "Depois d'um angustioso soffrimento, que lhe fez amurchecer finalmente no rosto, que fôra lindo as côres d'uma prolongada mocidade, Florinda, que tão querida foi, e por tanto tempo, do publico dos nossos theatros, falleceu aos cincoenta annos de edade, a 6 de janeiro d'este anno (...) a doença minava-a e, muito antes ainda de fallecer para os seus, já morrêra para o theatro. A ultima vez que a encontrámos seguia ella, a pé, Chiado abaixo, amparada pelas filhas. Ia pedir ao céo o que remedios da terra lhe não podiam dar. Caminhava lentamente, com o soffrimento estampado no rosto. Ia pedir um milagre ao Senhor dos Passos. Pobre Florinda! Ella que fôra tão alegre, que tanta alegria déra aos outros, levava no rosto agora um véo de tristeza! Era uma alma boa, uma excellente companheira. A sua morte foi sentidissima até por aquelles que mal a conheceram. A sympathia que inspirava com que n'ella, à primeira vista d'olhos, se adivinhasse o coração d'ouro, a alma da artista que tinha como maior prazer o praticar o bem. Florinda tinha as suas pobres a quem todas as semanas dava esmola; uma d'ellas era sempre acompanhada da sua filhinha por quem a chorada actriz nutria grande predilecção, e de vez em quando presenteava com uma boneca. Paz à sua alma."
O seu nome faz parte da toponímia de: Rio Maior (Rua Florinda de Macedo).